# Mallorquinische Nieswurz

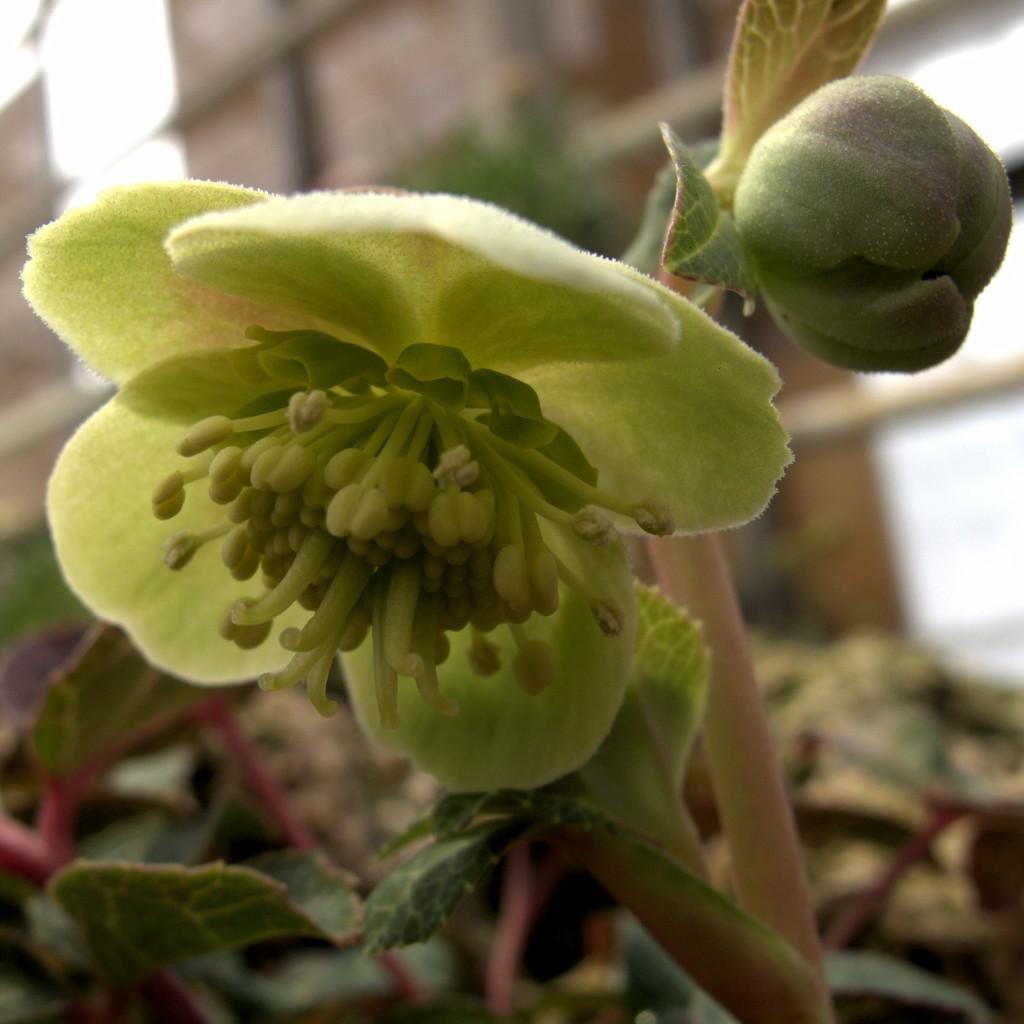
Blüte

Die Mallorquinische Nieswurz (Helleborus lividus) ist eine Art der Familie der Hahnenfußgewächse. Sie ist mit der Korsischen Nieswurz (Helleborus argutifolius Viv.) nahe verwandt; beide wurden deshalb auch früher als Unterarten einer Art, Helleborus lividus angesehen.

## Merkmale
Die Mallorquinische Nieswurz ist eine immergrüne, ausdauernde, krautige Pflanze, die Wuchshöhen von 20 bis 50 (65) Zentimeter erreicht. Die Art bildet ein Rhizom aus. Die Blättchen sind lockernervig und mehr oder weniger ganzrandig, lediglich in der Jugend weisen sie eine stärkere Zähnung auf. Ihre Oberseite ist durch die silberweiße bis gelbliche Nervatur marmoriert.
Die Blütezeit reicht von Dezember bis April.
Die Chromosomenzahl ist 2n = 32.

## Vorkommen
Die Mallorquinische Nieswurz kommt auf Mallorca und Cabrera an nordexponierten Stellen auf frischen, steinigen Böden sowie in Mauer- und Felsnischen von Bachschluchten vor.

## Nutzung
Die Mallorquinische Nieswurz ist in Mitteleuropa nicht winterhart und wird deshalb nur selten als Zierpflanze für Steingärten und Alpinenhäuser genutzt.

## Belege
- Rolf Goetz: Mallorcas Flora. Bergverlag Rother, München 2023, ISBN 978-3-7633-6107-6.
- Eckehart J. Jäger, Friedrich Ebel, Peter Hanelt, Gerd K. Müller (Hrsg.): Rothmaler Exkursionsflora von Deutschland. Band 5: Krautige Zier- und Nutzpflanzen. Spektrum Akademischer Verlag, Berlin Heidelberg 2008, ISBN 978-3-8274-0918-8.
- Jaakko Jalas, Juha Suominen: Atlas florae europaeae. Band 8 (Nymphaeaceae to Ranunculaceae). Seite 24, Helsinki 1989, ISBN 951-9108-07-6.